# قيران (بني سعد)

تعديل مصدري - تعديل

قيران هي إحدى قرى عزلة القوازعة بمديرية بني سعد التابعة لمحافظة المحويت، بلغ تعداد سكانها 397 نسمة حسب تعداد اليمن لعام 2004.